# Lebach
Lebach (en sarrois Leebach) est une ville allemande située dans le Land de la Sarre et le district de Sarrelouis.

## Événements
La ville est tristement célèbre à cause d'une affaire criminelle de 1969 : le meurtre de quatre soldats lors de l'attaque nocturne d'un dépôt de munitions à Lebach.

## Jumelages
- Bitche (France)